# Champ Pittet-Turm
Der Champ Pittet-Turm ist ein Vogelbeobachtungsturm, der in der Gemeinde Cheseaux-Noréaz im Kanton Waadt steht.

## Situation
Der vor allem aus Fichten und Weisser Tannen erstellte Turm ist 9 Meter hoch. 30 Treppenstufen aus Eichenholz führen zur Aussichtsplattform in 6 Meter Höhe.
Von der Plattform aus bietet sich eine Aussicht auf den Neuenburgersee und den Hügelzug La Côte auf der gegenüberliegenden Seeseite.
Vom Parkplatz des Landhauses der ProNatura erreicht man den Aussichtsturm in ca. 5 Minuten.

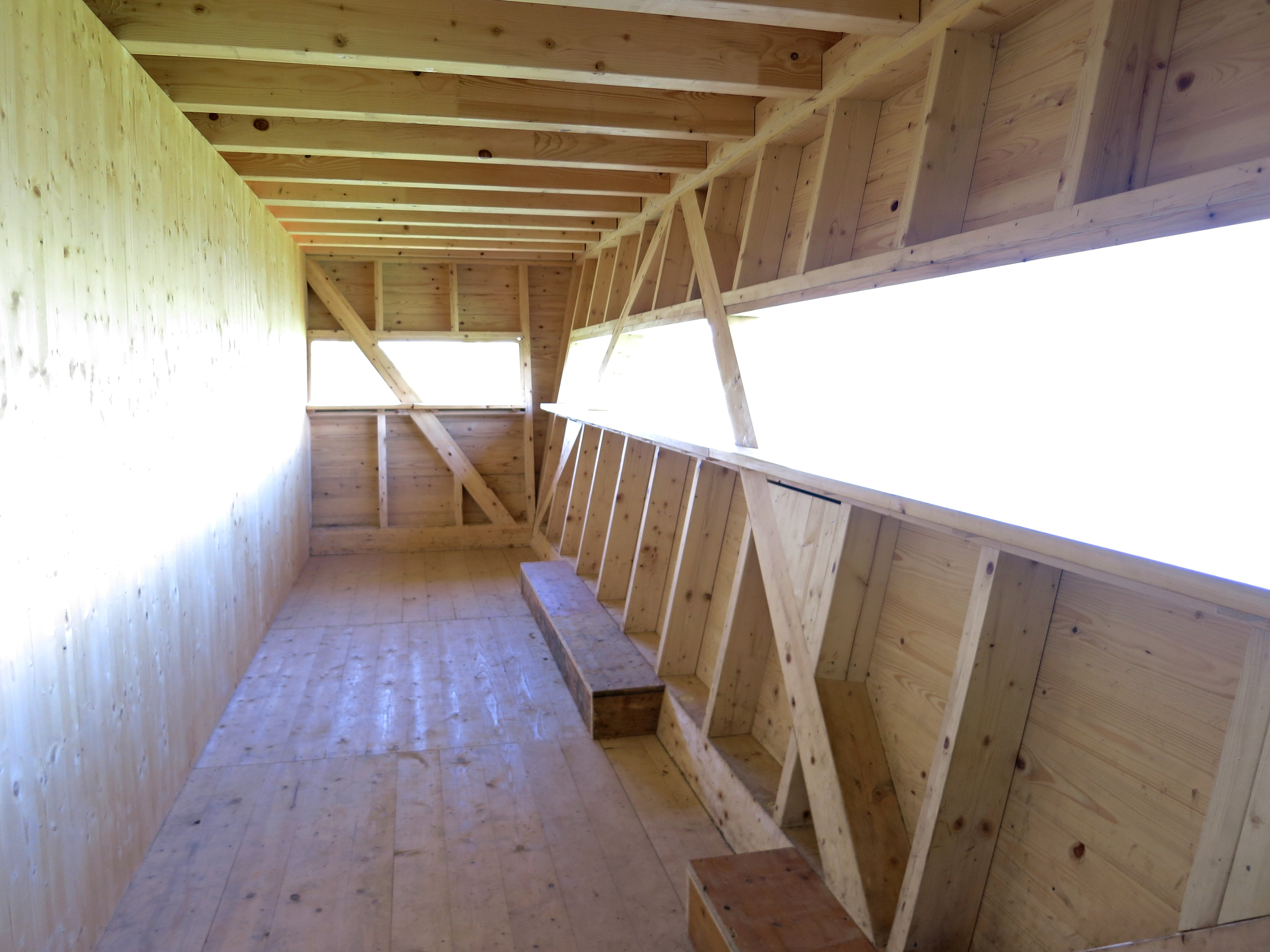
Untere Aussichtsplattform
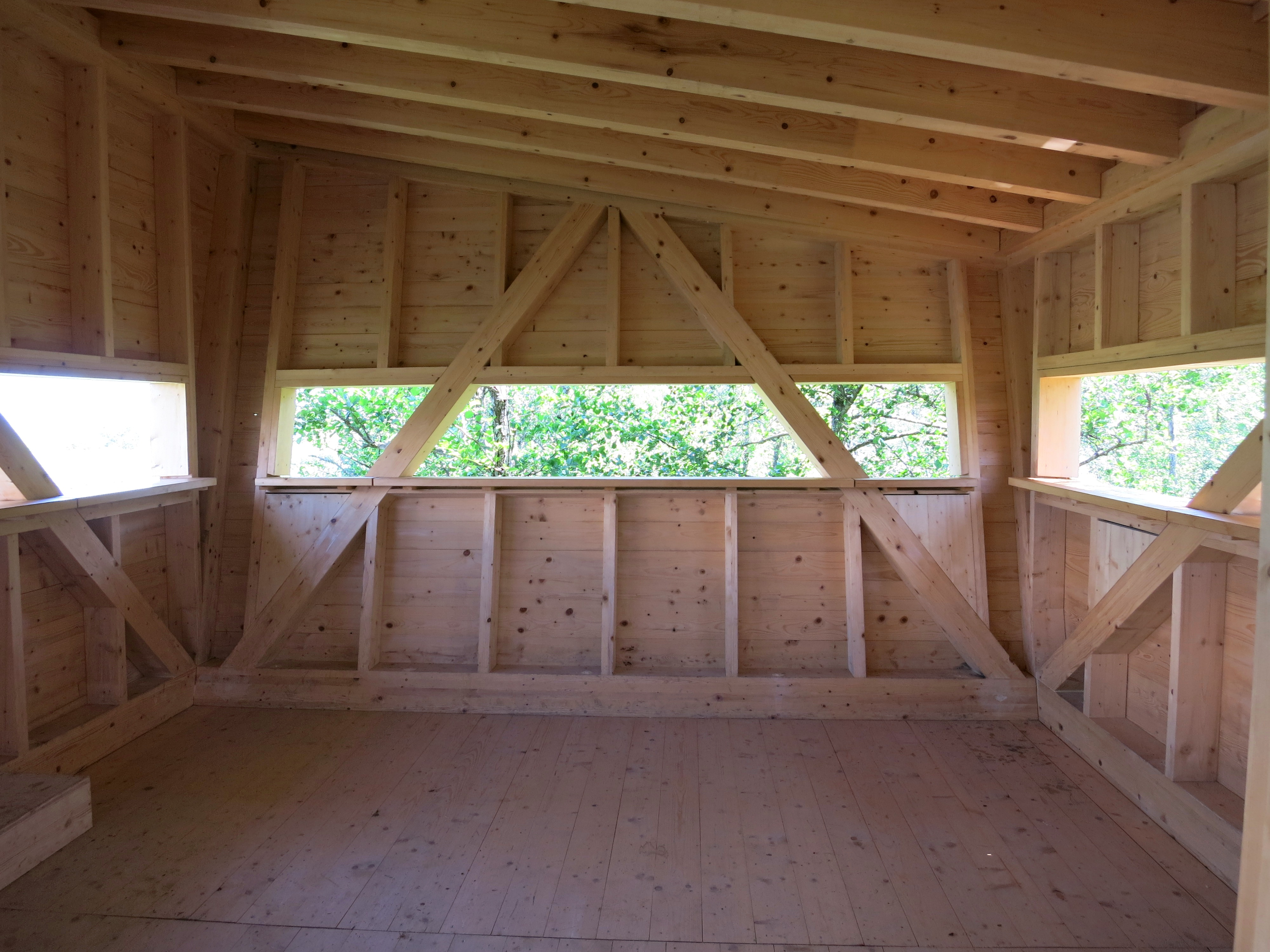
Obere Aussichtsplattform

## Geschichte
Von 1982 bis 2017 stand an gleicher Stelle ein ähnlicher Vogelbeobachtungsturm.

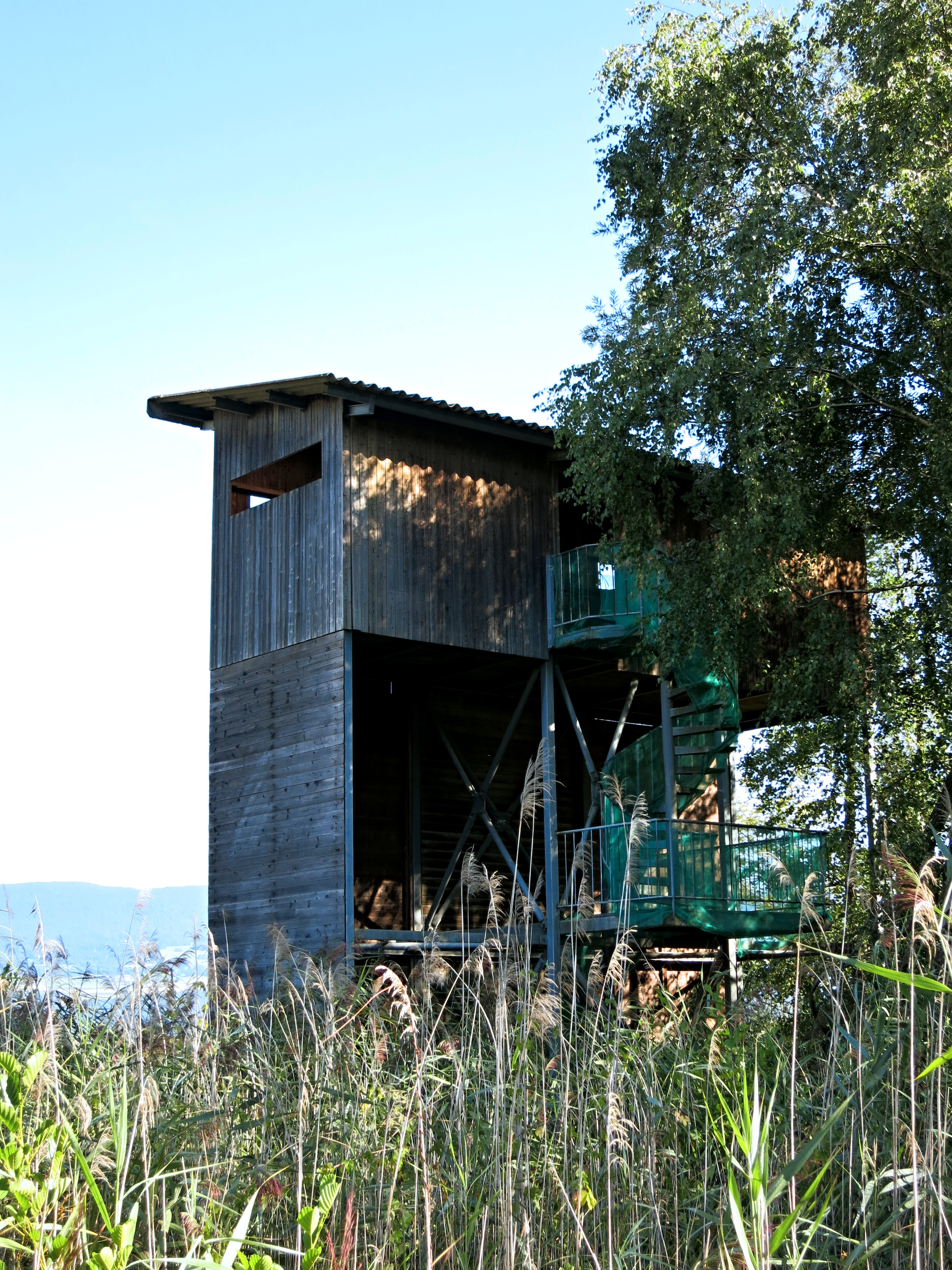
Alter Beobachtungsturm